# Eunotus merceti
Eunotus merceti är en stekelart som beskrevs av Masi 1931. Eunotus merceti ingår i släktet Eunotus och familjen puppglanssteklar.
Artens utbredningsområde är:
- Ungern.
- Spanien.

Inga underarter finns listade i Catalogue of Life.